# Daniel Vindel
Daniel Vindel López (3 de febrero de 1932 - Madrid, 7 de enero de 1996) fue un periodista español.

## Biografía
Desarrolló su carrera en radio y sobre todo en televisión, y en ambos medios su recuerdo está asociado a la información deportiva. Pero pronto se especializó también en concursos dirigidos a niños y jóvenes, con el tema del deporte siempre como eje central de todos sus programas.
Su andadura empezó en Radio Juventud y más adelante en Radio Nacional de España con el programa Antorcha deportiva. Estuvo trabajando en EAJ2, Radio España de Madrid, durante varios años, desde 1958, presentando espacios comerciales. Ya en TVE, especialmente recordados fueron  Cesta y puntos (1966-1971), un concurso por equipos basado en las reglas del baloncesto y Torneo (1975-1979).
En 1965 recibió el Premio Nacional de RTVE por su trabajo en La olimpiada del saber y en Cesta y puntos y en 1968 la Antena de Oro. Su último trabajo televisivo fue el espacio Juegos sin fronteras, junto a Isabel Gemio, en la temporada 1990-1991.
Casado con la también presentadora Aurora López Clemente. Tuvo una hija, Rosa Vindel, actualmente senadora por el Partido Popular.

## Trayectoria en TV
- Estudio Galerías (1960)
- La Olimpiada del saber (1964-1965)
- Cesta y puntos (1966-1971)
- Subasta de triunfos (1971-1972)
- Camino del récord (1973-1974)
- Torneo (1975-1979)
- Gol... Y Al Mundial 82 (1982)
- Juvenil Cultural (1982)
- Al galope (1984-1985)
- Juegos sin fronteras (1990-1991)